# 斯里弗陨击坑
斯里弗陨击坑（Slipher）是火星陶玛西亚区的一座撞击坑，中心坐标位于南纬47.3度、西经84.6度，直径127公里（79英里），其名称取自美国天文学家维斯托·梅尔文·斯里弗(1875年－1969年)和厄尔·查尔斯·斯里弗(1883年－1934年)兄弟，1973年被国际天文联合会行星系统命名工作组批准接受。

## 描述
斯里弗陨击坑边缘坑壁上分布有冲沟，它们可在下面的图片中看到。火星冲沟是在火星上发现的由狭窄水道及相关坡下沉积物组成的冲刷沟系，因类似于地球上的冲沟而得名。最早发现于火星全球探勘者号所拍摄图像中，它们出现在陡坡，尤其是在陨击坑的坑壁上。通常，每条冲沟沟头都有一处树枝状“壁凹”，底部有一片扇状“坡墁”，以及一条将两者连接起来的冲刷“水道”，使整条冲沟呈沙漏状。它们被认为相对年轻，因为上面几乎没有撞击坑。在沙丘表面还发现了另一种类型的冲沟，而这些沙丘本身则被认为相当年轻。
根据它们的形状、朝向、姿态、位置以及与被认为是富冰特征的明显相互作用，许多研究人员认为，蚀刻冲沟的过程涉及到液态水。然而，目前这仍是一个活跃的研究课题。
沟壑一经发现，研究人员就开始一遍遍地对许多冲沟进行成像，以寻找可能的变化。到2006年，发现了其中的一些变化。后来，通过进一步的分析确定，这些变化可能是由干燥颗粒流而非流水所引起。随着不断的观察，在加萨陨击坑和其他地方发现了更多的变化。
随着越来越多的反复观察，发现了越益增多的变化。由于这种变化发生在冬季和春季，专家们倾向于认为冲沟是由干冰所形成。之前和之后的图像显示，这一活动的时间与季节性二氧化碳霜冻及液态水无法存在的温度相吻合。当干冰霜变成气体时，它可能会润滑干燥物质使其产生流动，尤其是在陡坡上。 在某些年份，霜冻可能厚达1米。

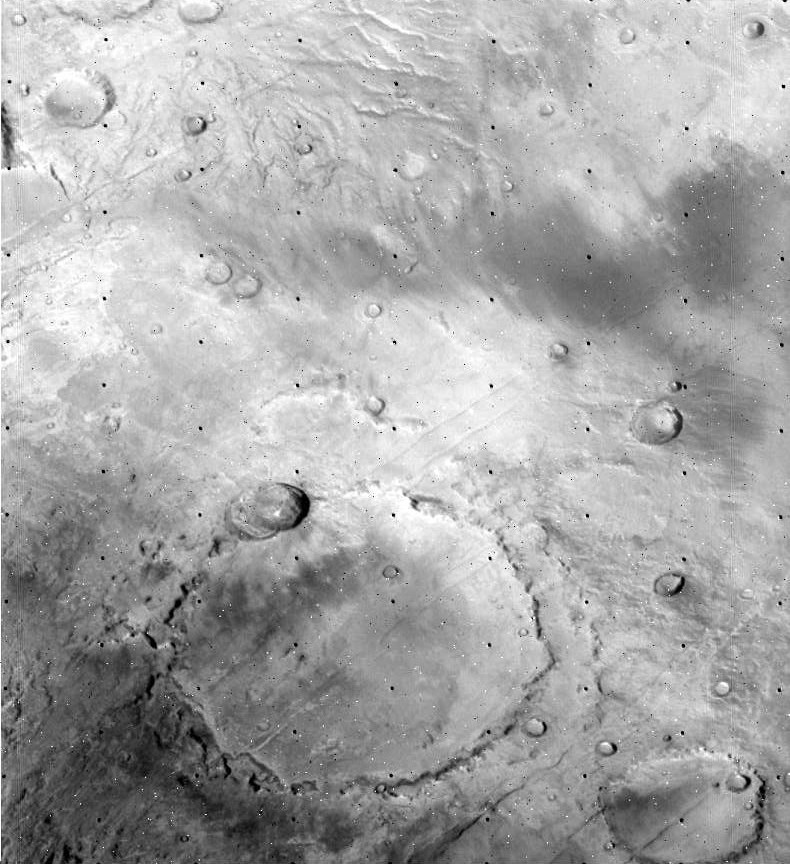
海盗1号轨道器拍摄的斯里弗陨击坑位于底部的图像。
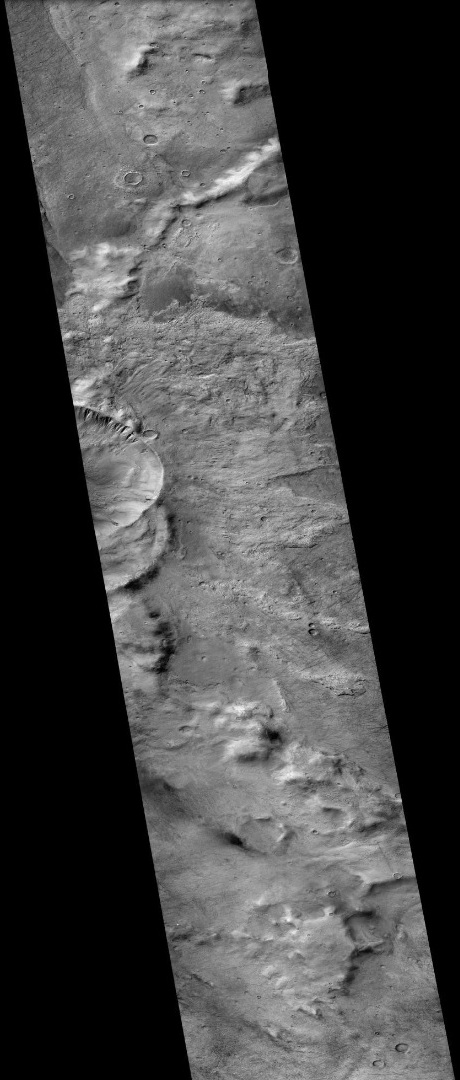
火星勘测轨道飞行器背景相机拍摄的斯里弗陨击坑。
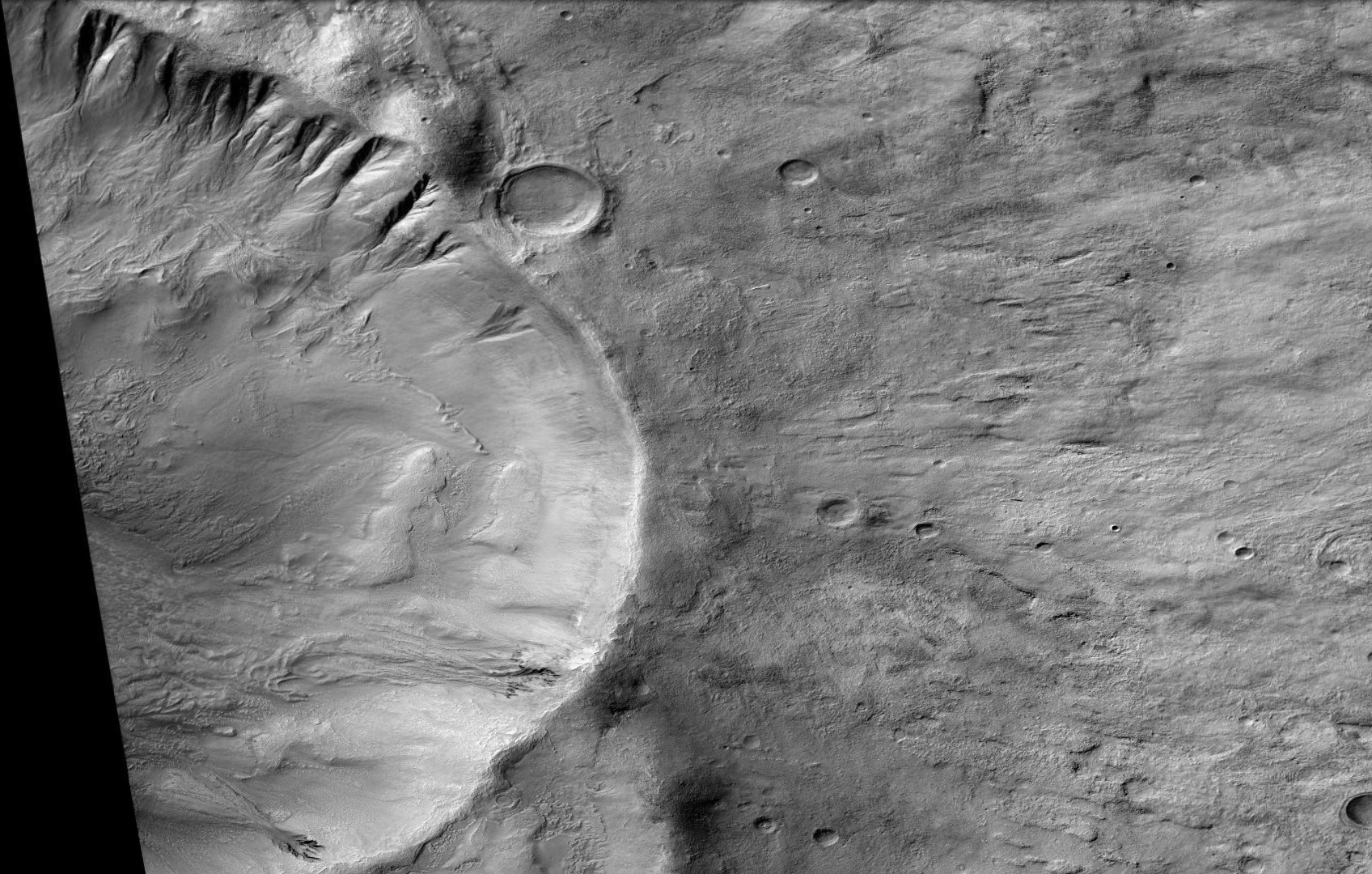
坑壁上的冲沟，这是前一图像的放大版。
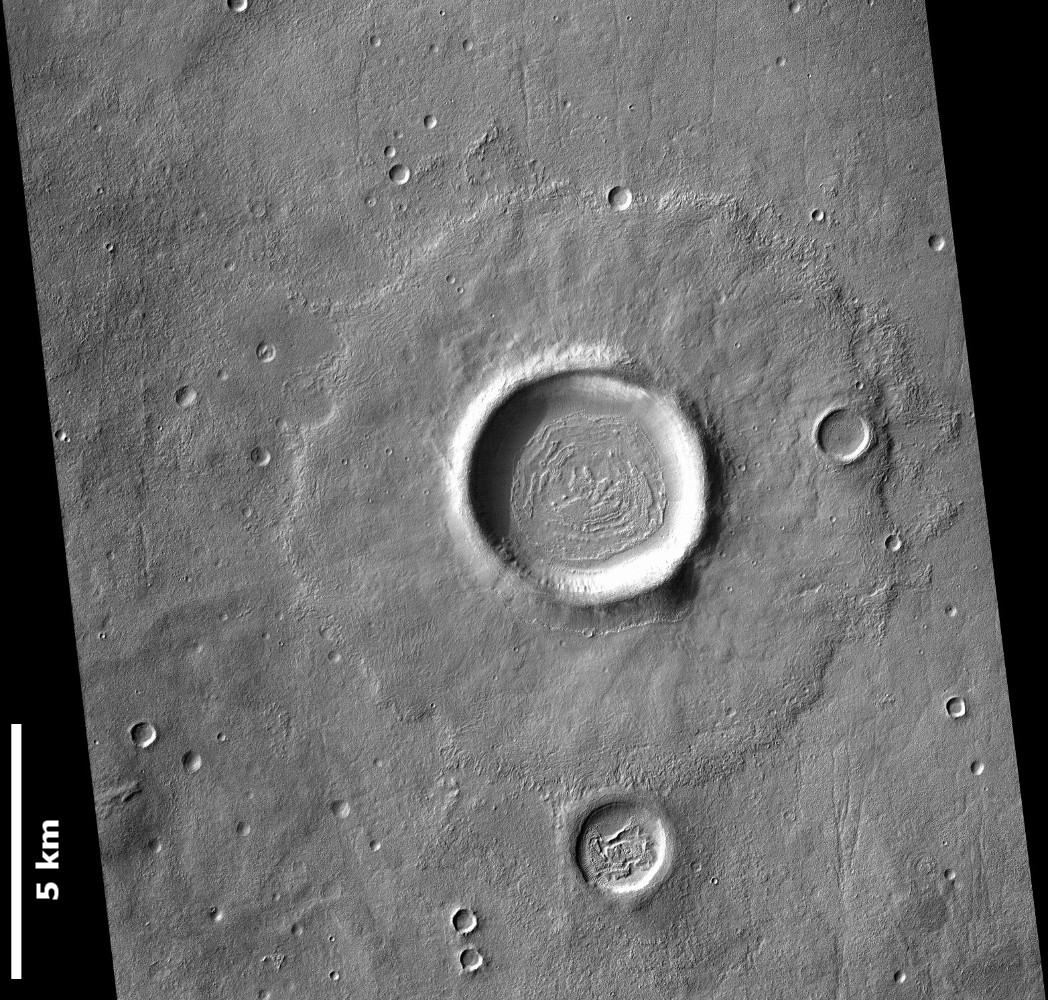
坐落在斯莱弗西北坑底的小底座形撞击坑。

## 另请查看
- 火星撞击坑